# Metabolismo basale
Il metabolismo basale (MB) o tasso metabolico basale (BMR, basal metabolic rate, in inglese) è la potenza (ossia la spesa energetica per unità di tempo) dissipata da un animale endotermo a riposo (sveglio) in stato post–assorbitivo (cioè a digiuno, lontano dalla digestione e assorbimento di nutrienti) in presenza di una temperatura ambiente neutra appropriata. Viene variamente espresso in watt, MJ/h, kcal per giorno, ecc. 
Il metabolismo basale comprende l'energia spesa nelle principali funzioni metaboliche vitali come respirazione, circolazione sanguigna, attività del sistema nervoso, ecc. Rappresenta circa il 65–75% del dispendio energetico giornaliero totale di una persona sedentaria.

## Descrizione
Per poter misurare il metabolismo basale di un organismo è necessario che siano presenti le seguenti condizioni, dette anche condizioni basali:
- il soggetto deve essere a riposo, ma nello stato di veglia;
- deve essere a digiuno da almeno 12 ore;
- deve aver trascorso una notte riposante;
- non deve aver praticato alcuna attività fisica intensa nell'ora precedente alla misurazione;
- devono essere rimossi i fattori che possono provocare eccitazione fisica o mentale.

Poiché anche la temperatura ambientale influenza il metabolismo basale, il valore è normalizzato, per gli esseri umani, per una temperatura ambientale compresa tra 20 °C e 27 °C.
Il metabolismo basale è influenzato da fattori individuali, nonché dal sesso e dall'età. Inoltre possono intervenire anche stati patologici, l'assunzione di farmaci (compreso il fumo di sigaretta o altro fumo), il regime alimentare, l'attività sportiva, ecc.
| Funzione vegetativa   | Consumo % approssimativo del MB |
| --------------------- | ------------------------------- |
| Metabolismo epatico   | 26                              |
| Tono muscolare        | 25                              |
| Funzione cerebrale    | 18                              |
| Funzione respiratoria | 10                              |
| Funzione cardiaca     | 9                               |
| Funzione renale       | 7                               |
| altro                 | 5                               |

## Calcolo del metabolismo basale
È possibile calcolare un valore medio del metabolismo basale per una popolazione umana con una certa massa corporea con varie equazioni di regressione lineare, quindi sommando un dispendio energetico costante e il prodotto del peso corporeo moltiplicato per un coefficiente che varia generalmente in funzione di alcuni parametri di regressione come la percentuale di massa grassa, o del sesso, altezza e dell'età. Per esempio, per una popolazione normopeso una stima usualmente accettabile del BMR è di 1 kcal per kg di massa corporea all'ora —dunque, in chilocalorie al giorno, è 24 volte il valore numerico del peso corporeo. Questa approssimazione tuttavia non è sufficientemente attendibile per popolazioni che presentano anoressia, sottopeso, sovrappeso o obesità.
Per dare un'idea dei valori effettivi in gioco, il metabolismo basale di un uomo di 30 anni, alto di statura e in perfetta forma fisica si aggira attorno alle 2 000 kcal giornaliere (equivalente a un consumo energetico medio di circa 100 watt, quanto un televisore). In ogni caso si tenga conto che il valore reale varia molto da individuo a individuo.

Laboratorio di calorimetria indiretta con casco canopy (tecnica della diluizione)

Il metabolismo basale può essere misurato calcolando il calore generato come effetto di reazioni biochimiche che avvengono all'interno dell'organismo attraverso la calorimetria.
 
La misura del metabolismo basale attraverso la calorimetria può essere effettuata in maniera diretta (camera calorimetrica) oppure indiretta (calorimetro/metabolimetro).
- La calorimetria diretta permette di valutare la spesa energetica a partire dalla misurazione della dispersione di calore di un soggetto posto all'interno di una stanza adeguatamente attrezzata.
- La calorimetria indiretta è la metodica che consente di valutare la spesa energetica attraverso la misurazione delle variazioni di concentrazione di ossigeno e anidride carbonica nei gas respiratori e di calcolare inoltre l'ossidazione dei substrati energetici (glucidi, lipidi, protidi).